# 皇帝企鹅
是企鹅科中体型最大的物种，成年帝企鹅身高可达120公分，体重可达46公斤。在帝企鹅发现之前，有一种企鹅被认为是最大的企鹅，取名为王企鹅。后来，在南极大陆沿海帝企鹅被发现，由于它比王企鹅还高大，因此命名为帝企鹅。
公帝企鹅雙腿和腹部下方之間有一塊佈滿血管的紫色皮膚的孵卵斑，能讓蛋在環境溫度低達攝氏零下117度的低溫中保持在舒適的攝氏36度，小帝企鹅身上的淺灰白色絨羽可禦寒防風，但不防水，防水的翎羽要等到牠們快成年時才會長出，慢慢替換身上的絨羽，身體下方的絨羽會先掉。

## 生活习性

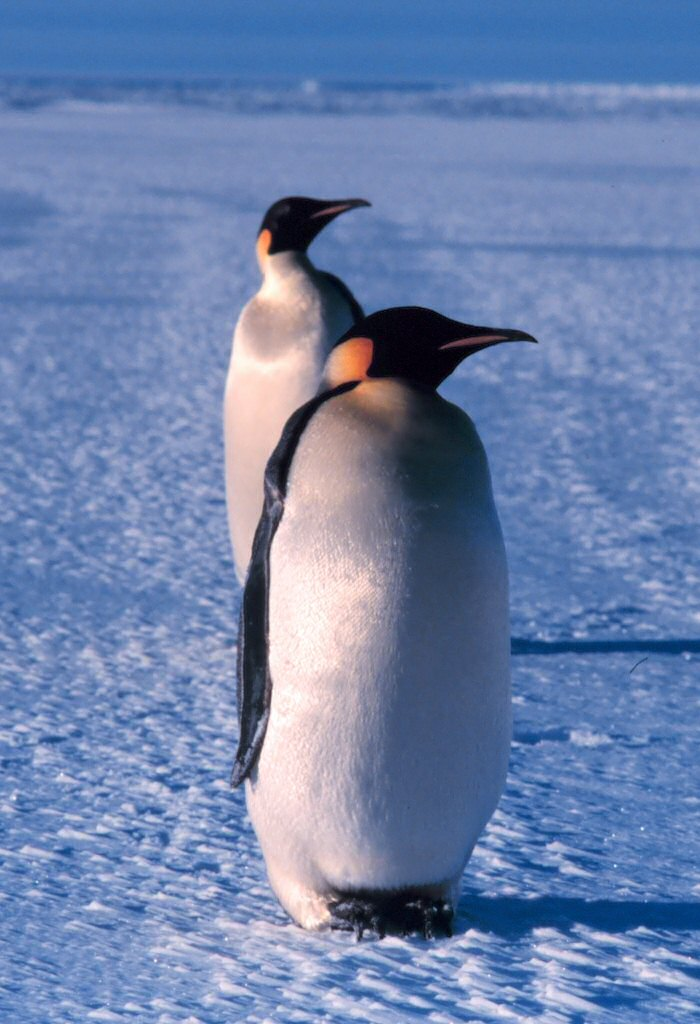
帝企鹅，南极洲，罗斯海（Ross Sea）

帝企鹅是群居性动物。每当恶劣的气候来临，牠们会挤在一起防风御寒。帝企鹅活动时间固定，夜晚出现，帝企鹅的活动区域主要有两处，一处为饮食区，一处为繁殖区，它们常年往来于这两个区域。仅在每年的1月到3月，帝企鹅会分散到大洋中，分成小群进行捕食。
帝企鹅可以潜入水底150至500米，最深的潜水记录甚至可达565米。在水下，它们最长能屏住呼吸1小時。它们的游泳速度为时速6到9千米，最高速度可达到时速20公里。它们常用的一种捕食方法是潜入水底50公尺左右，然后在那里的浮冰下表面捕食贴近冰面游行的南极鱼（Pagothenioa borchgrevinki），一般捕食六次后再浮出水面进行呼吸。
在陆地上，帝企鹅是靠双脚摇摇摆摆行走或用腹部紧贴冰面滑行，在南极的冬季来临之前，一般每年的4月至5月间，成年帝企鹅要在南极浮冰区走出50至120公里，搬至繁殖区生活。为了抵抗寒冷，帝企鹅群经常要缓慢前行。
帝企鹅主要以甲壳类动物为食，偶尔也捕食小鱼和乌贼。它是唯一一种在南极洲的冬季进行繁殖的企鹅。在野生环境，帝企鹅寿命一般在10年左右，个别寿命可达20年。
在野外，帝企鹅的主要天敌包括南极巨海燕、贼鸥、豹斑海豹、虎鲸和大白鲨。此外雪地流浪犬和它们的后代在被清除出南极之前，也是帝企鹅的一大天敌。

## 繁殖

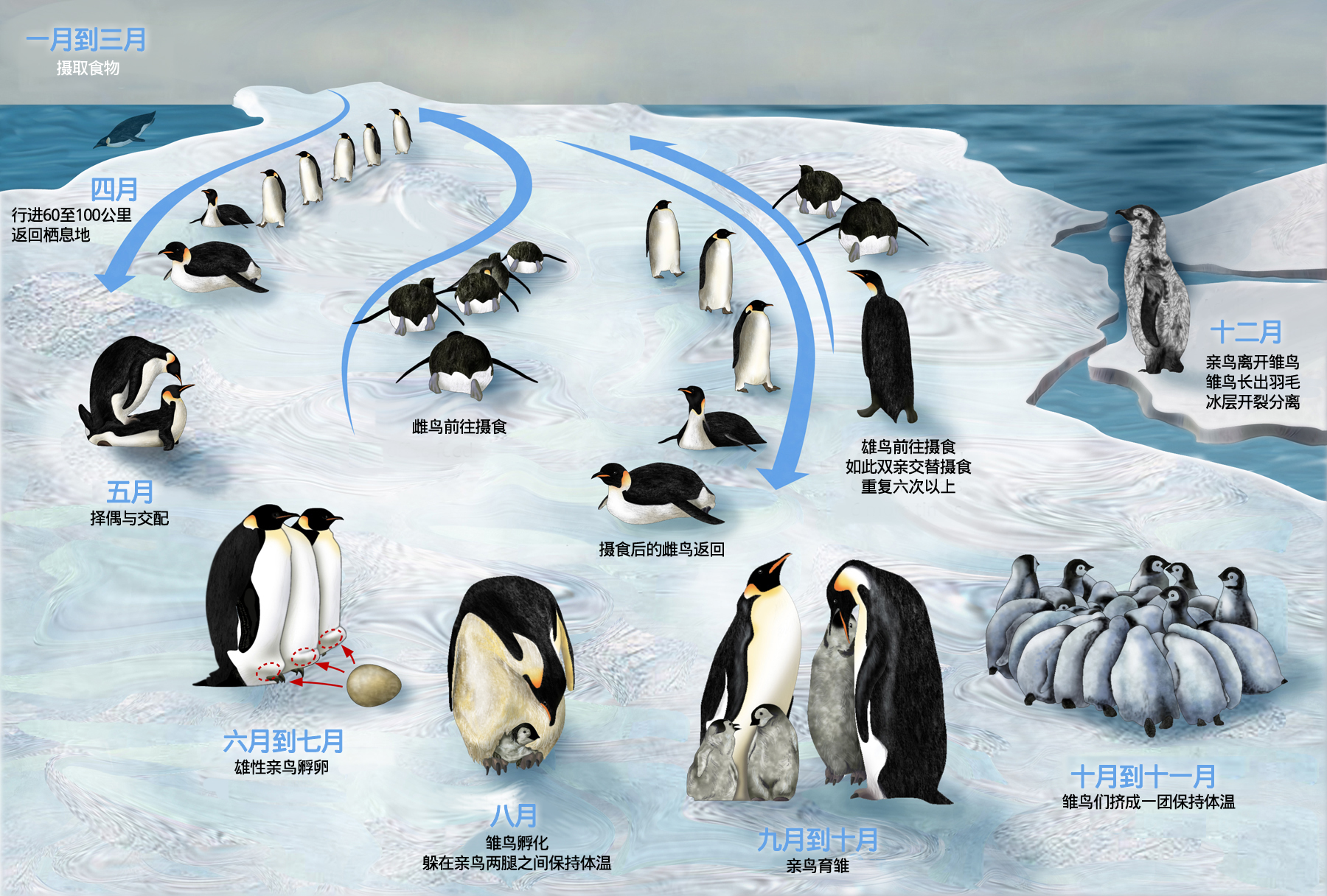
帝企鹅的生命周期

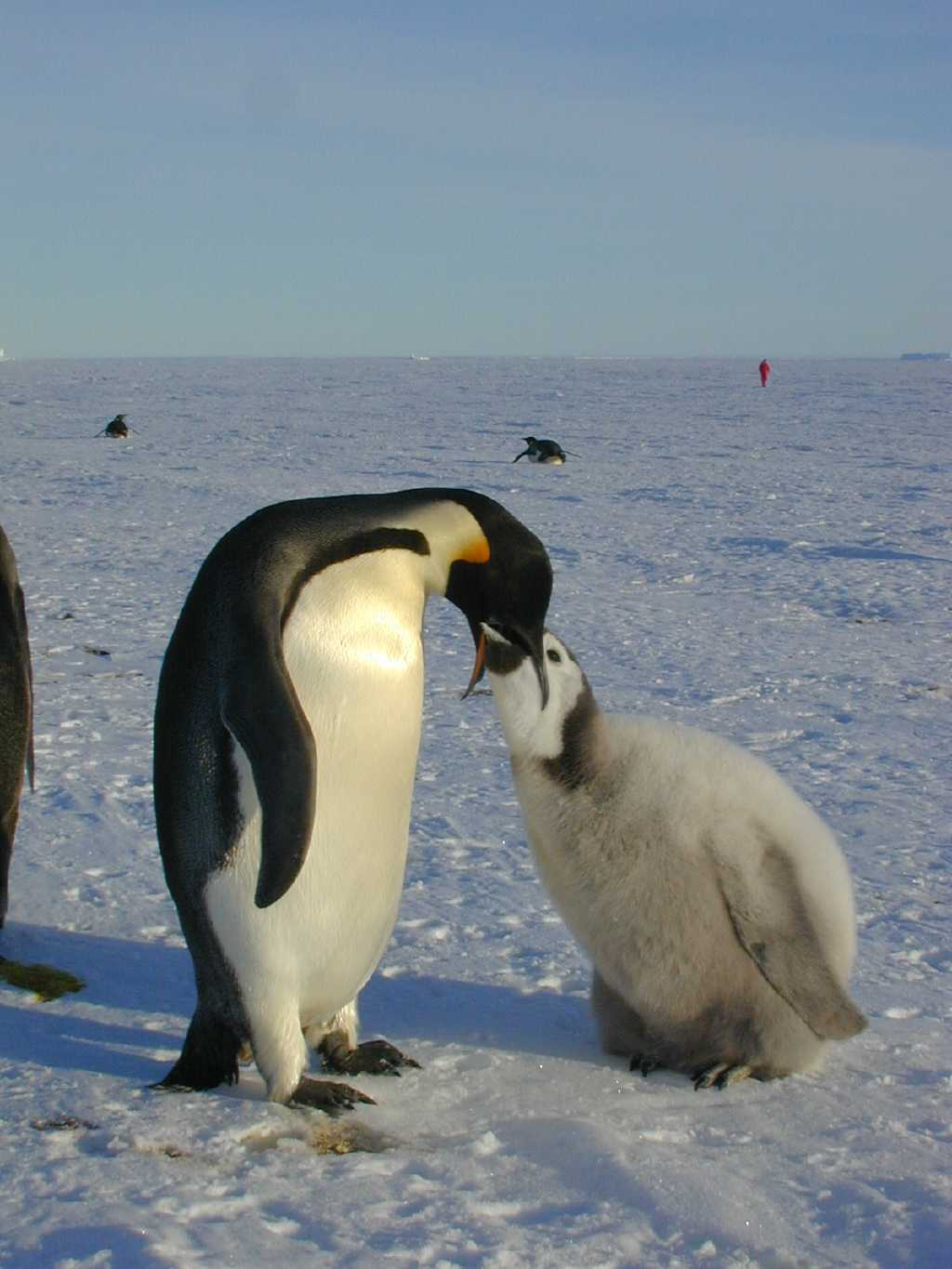
成年企鵝哺喂雏企鵝

帝企鹅一般在5岁时达到性成熟，成熟后的帝企鹅需要行进90公里到达繁殖地。每年3至4月，帝企鹅开始求爱，此时的气温一般都已降至零下40摄氏度。帝企鹅每年仅有一个伴侣，相互保持忠诚，共同繁育小企鹅。但是一年过后，多数帝企鹅都会更换伴侣。在5至6月，雌性企鹅会产下一枚重0.45公斤的蛋，此时它们身体储存的能量消耗殆尽，必须返回大海捕食。在此期间，雄性企鹅把蛋放在脚掌上，以孵卵斑保溫，孵化时间大约65天。这期间，雄性企鹅不进食，多数时间在睡眠中度过，依靠体中储存的脂肪度日。为了抵御低温和大风（可达200km/h），雄性企鹅会挤在一起，并且轮流换到外围。小企鹅出生后，如果雌性企鹅仍没有回来，企鹅爸爸就会将小皇帝企鹅坐在身下，以孵卵斑協助小企鹅保溫，再从食道的一个分泌腺中分泌出乳白色的乳状物质来餵食小企鹅。
雌性企鹅大约出海2个月后，便会返回。它能在数以百计的新爸爸中，通过叫声找到自己的丈夫，并吐出储存在胃里的食物来喂食小企鹅。雄性企鹅这时便会离开，去大海觅食，但他离开的时间将会比雌性企鹅离开的时间短一些，因为渐暖的天气将会使大量的冰层融化，在陆地上行走的时间也会相对短暂。从此双方轮流照看小企鹅和觅食。随着天气逐渐变暖，小企鹅出生大约两个月后也可以单独活动，会聚在一起取暖，但它们仍需要父母的餵食。
在南极的夏季即将结束时，小企鹅和企鹅父母将会一起返回大海的捕食区，在夏季结束后，未达到性成熟的企鹅将继续留在捕食区，而那些成年的企鹅将重新开始返回繁殖区的旅程。

## 保护状况

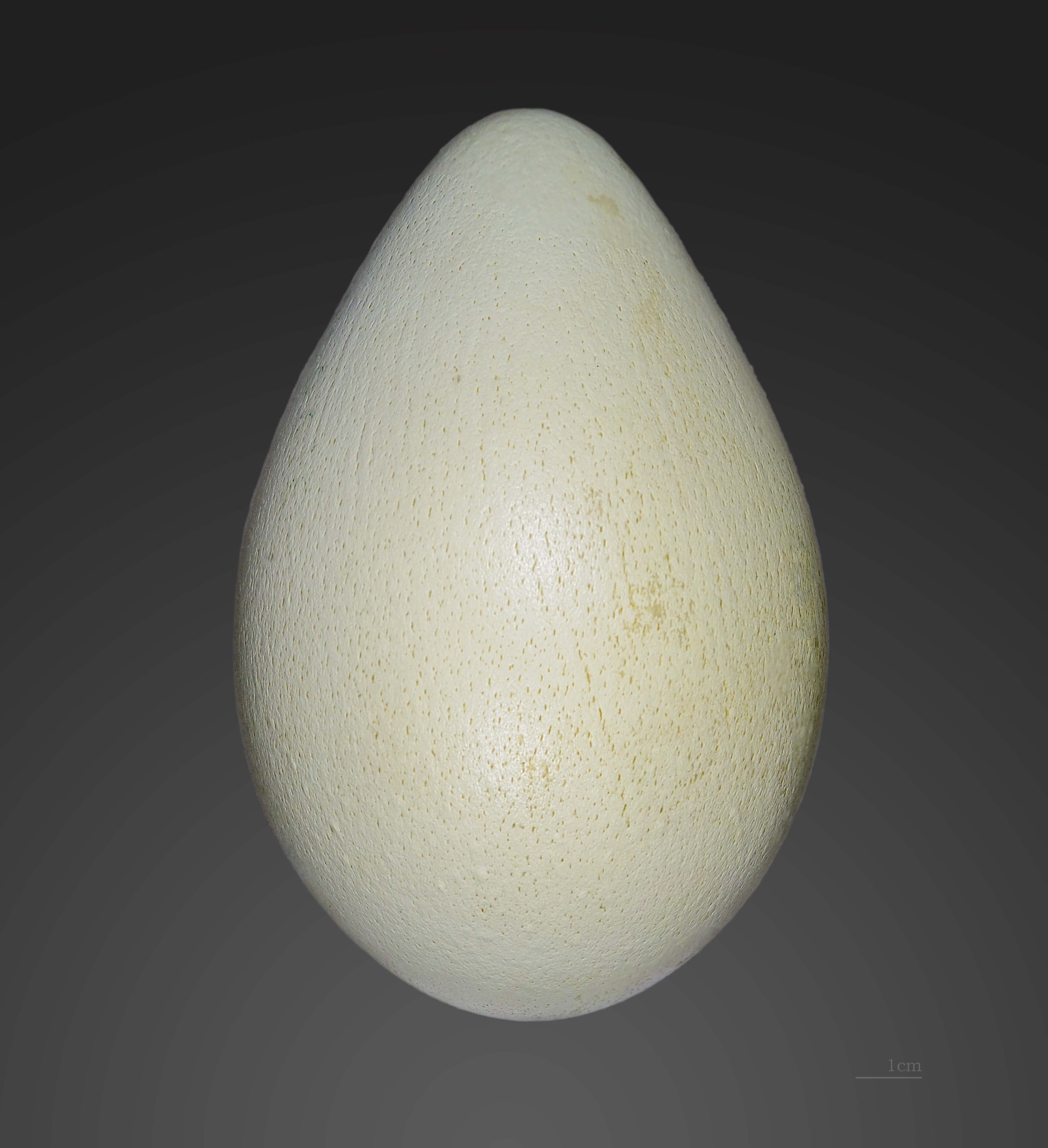
皇帝企鵝蛋

在19世纪末20世纪初，为了获取帝企鹅身上的油脂，曾有大量帝企鹅遭到人类屠杀，其数量不断下减，到20世纪20年代前后，由于受公众舆论强烈谴责，这种野蛮的屠杀才被迫停止。至1964年南极条约协商国制订《保护南极动植物区系议定措施》之后，帝企鹅及其他许多南极物种已受到普遍的保护。
帝企鹅的现存数量估计在15万至20万对左右，其种群数量相对稳定，从2001年起，世界自然保护联盟濒危物种红色名录中，帝企鹅的保护状况为近危。自2009至2012年，由澳洲南極事務局、英國南極勘測（BAS）、明尼蘇達大學、美國國家科學基金會（National Science Foundation），以及斯克里普斯海洋研究所（Scripps Institution of Oceanography）共組的研究團隊透過空照圖，使原先從地面取得的企鵝數量分析更為準確。調查結果顯示現存於南極之數量將近60萬。
2022年10月25日，美國政府決定將帝企鹅納入「瀕臨滅絕物種保護法」保護名單。

## 其他
- 2005年，法国导演吕克·雅克特（Luc Jacquet）一部以帝企鹅的生存和繁衍为题材的纪录片《帝企鹅日记》获得奥斯卡最佳纪录片奖。